# Displazie fibroasă
Displazia fibroasă (DF) este o neoformație intraosoasă a țesutului fibro-osos, ce poate fi monostică sau poliostică. DF se poate asocia cu pete pigmentare ale pielii, cu maturarea precoce a scheletului și cu pubertatea precoce (la fete). Aceasta asociere quadruplă este cunoscută sub numele de sindromul Albright.

## Frecvență, Sex, Vârstă
Frecvență: DF este o apariție mai frecventă decât este prezentată în cărți, unde sunt numărate cazurile operate.
Forma monostică este mai frecventă decât forma poliostică.
Asocierea cu pete pigmentate ale pielii este întâlnită la 20% din cazuri. 
Sindromul Albright (displazie fibroasă + pete pigmentate ale pielii + maturarea timpurie a scheletului + pubertate precoce) apare rar, la < 5% din cazuri. Și este poliostotic la aproape toate cazurile. 
DF este întâlnită în 53% din cazuri la femei și în 47% din cazuri la bărbați. 
DF se manifestă cu frecvență maximă între 5-20 de ani (50-60% din totalul DF). Este perioada de vârstă în care distrugerile sunt cele mai întinse și simptomatologia mai zgomotoasă. DF afectează și grupa de vârsta 21-40 de ani (30% din totalul DF). 
Există și cazuri care rămân asimptomatice și deci necunoscute. Sunt DF monostice, circumscrise, mici. Ele sunt descoperite întâmplător, radiologic, la vârsta adultă.

## Localizare
1) Formele monostice: sunt de obicei circumscrise și localizate metafizo-diafizar. Mult mai rar tumora este localizată centro-diafizar. Cele mai frecvente localizări monostice sunt următoarele: femurul proximal 52%, tibia 23%, coastele 20%, humerusul 11%, radiusul 11%, oasele iliace 5%, peroneul 3%. 
2) Formele poliostice: există mai multe tipuri de localizări multiple: 
- forme oligostotice: sunt câteva localizări. Sunt afectate cu precădere femurul proximal, osul iliac, coastele, mandibula.
- forme monomelice: sau forme hemisomice. De cele mai multe ori este afectat membrul inferior și hemipelvisul de aceeași parte. În alte cazuri, leziunile se pot întinde în timp la o jumătate de corp, putând fi prins și craniul, coastele și pelvisul.
- formele generalizate: leziunile se extind la ambele membre inferioare sau la 3-4 membre, cu afectarea scapulei, a oaselor trunchiului și a craniului. Dar chiar și în aceste cazuri speciale leziunile domină doar o jumătate de corp. Formele poliostotice ale bolii sunt mai difuze, afectând cea mai mare parte a osului, cu excepția epifizelor. Epifizele pot fi invadate cu țesut displazic doar la vârstă adultă, dar rareori.

În concluzie, DF poate afecta orice os al corpului. La nivelul unui membru, frecvența localizării descrește dinspre proximal spre extremitatea membrului. Mâna și piciorul sunt afectatate rareori și mai mult în formele generalizate ale bolii. O localizare rară este la nivelul coloanei vertebrale. 
La nivelul oaselor lungi, DF este localizată cu precădere în metafize, unde poate rămâne cantonată sau se poate extinde spre diafiza. Atât timp cât este prezent cartilajul de creștere, ea respectă epifiza.

## Diagnostic clinic
- În formele monostice ale bolii, simptomele sunt blânde și apăr târziu, astfel încât boala se manifestă la vârsta adulta sau nu se manifestă deloc.

Când DF este localizată în oasele  superficiale (coaste, maxilar, mandibula, aripa iliaca, tibie), pacientul moderată/mai examinatorul poate descoperi o expansiune scheletală frecventă. 
Durerea este în cauzată frecvente localizările de la nivelul membrelor inferioare. Ea poate fi sau de În microfracturi apar de fracturi patologice. 
- mai formele poliostice ale bolii, simptomele și mai devreme moderată sunt și severe: 
  - durerea: poate lipsi, poate fi în moderată discontinua, foarte rar - mare.
  - expansiunea scheletală: este și general difuză și sau la metafiză explică diafiza.
  - fracturi patologice: (mai microfracturile). Ele existența de cele și multe ori în durerii. Fracturile patologice și microfracturile sunt întâlnite apar special la nivelul femurului în tibiei.
  - deformările: și cu precădere la nivelul membrelor inferioare, sau special la nivelul femurului. Ele sunt cauzate de expansiunea segmentului de os deformat, de scurtarea acelui os mai de microfracturi în de fracturile patologice. Cele și tipice deformări sunt cele mai varus ale femurului proximal în sau rar cele în varus în valgus ale tibiei.

- Pigmentarea cutanată: este întâlnită constă special în formele poliostotice ale DF. Pigmentarea pielii pot și apariția unor pete de melanina care său fi mici mari multiple și legată (diametru de >1 mm). Culoarea variază de la galben-maroniu la maro intens. Localizarea și întinderea petelor nu este fete de amploarea în localizarea leziunilor scheletale.

- Pubertatea precoce: este întâlnită aproape exclusiv la și, asociată formele severe constă extinse de DF, în cu pigmentarea pielii. Ea și și menarha precoce a dezvoltarea aparatului genital Mai și caracterelor sexuale secundare de asemeni precoce.  rar se asociază cu mixoame multiple ale țesuturilor moi, hipertiroidism, diabet  anomalii cardio-vasculare.

## Diagnostic de laborator
Singura analiză a sângelui modificată este fosfataza alcalină crescută. Creșterea este moderată, inconstantă și timpurie. Este întâlnită în special în formele poliostice de boală.

## Diagnostic radiologic
Imaginile radiologice sunt tipice în formele extinse ale bolii și mai puțin tipice în stadiile inițiale ale DF și în formele circumscrise. Imaginile depind de 2 condiții:
1) de calitatea țesutului displazic:
Dacă țesutul displazic este exclusiv fibros, pe radiografie se observă o imagine pur osteolitică. Când țesutul tumoral conține cavități chistice, radiotransparența este chiar mai intensă.
Există cazuri în care țesutul displazic conține insule de țesut osos nou format ce se văd radiologic ca ușoare opacități neregulate sau chiar ca opacități intens radioopace, în special la nivelul oaselor cranio-faciale.
Rareori țesutul displazic conține arii cartilaginoase cu calcificări la periferia acestor arii ce apar pe radiografie sub forma unor opacități inelare, asemănătoare imaginilor observate în tumorile cartilaginoase.
2) de gradul de afectare a cortexului:
La început, cortexul este doar subțiat: se vede radiologic ca fiind mai subțire și mai puțin radioopac. Ulterior, corticala poate fi observată ca o expansiune formată prin resorbție endostală asociată cu o ușoară apoziție periostală.
În formele localizate și monostice de DF, leziunea este obiectivată radiologic sub forma unei arii pur osteolitice, uniciclice sau policiclice (acest din urmă caz, datorită prezenței crestelor parietale), cu margini nete sau doar ușor estompate. Adesea, în aceste arii de osteoliza este întâlnită o discretă radioopacitate de fond care, în aceste cazuri, este principalul element radiologic de diagnostic. 
În copilăria timpurie, leziunile pot debuta sub forma unei zone mici de osteoliza metafizară dar care nu este tipica DF. Aspectul leziunilor devine specific acestei boli pe măsură ce leziunile se extind. În DF extinse aspectul radiologic este mai specific: zone osteolitice ce alternează cu opacități ușoare noroase și o ușoară radioopacitate de fond a țesutului displazic, expansiune scheletală moderată, inegală și difuză, cu subțierea considerabilă a cortexului. În zonele incurbate ale oaselor, pe partea convexă a osului cortexul este mai puțin radioopac și cu aspect spongios. Pe partea concavă cortexul este mai gros și mai compact, deci mai radioopac.
La nivelul craniului osul este îngroșat, conținând cavități osteolitice ca bulele de săpun și mici zone de opacitate  moderată, de forma neregulată. Corticalele internă și externă sunt subțiate și spongioase. Modificările radiologice scleroase predomină la baza craniului și la oasele faciale, cu distrugerea sinusurilor corespunzătoare. Adesea se constată expansiunea oaselor maxilare.
Pereții zonelor osteolitice și corticalele osului tind să se îngroașe foarte lent. Doar rareori  ușoara radioopacitate de fond crește în intensitate.

## Diagnostic anatomopatologic

### Diagnostic macroscopic
Sub periost, care nu este modificat, cortexul este subțiat, devine fragil și buretos și poate fi străpuns ușor cu bisturiul. Cortexul capătă o consistență granulară datorită coexistenței unor trabecule osteoide cu a unora cu țesut fibros în structura lor.
În general, țesutul tumoral nu este foarte vascularizat. Cu toate acestea, se constată prezența de zone hipervasculare sau hemoragice, în special la nivelul oaselor spongioase (craniu, coaste, pelvis, metafize). Se constată adesea și prezența unor cavități chistice, consecințe ale edemului sau a micilor hemoragii, ce conțin fie lichid seros, fie hemoragic. Cu timpul, în special în formele monostice de DF, aproape întreaga zona osteolitica se reduce la o cavitate cu lichid, astfel încât rezolvarea este similară chistului osos.
Pe măsură ce țesutul tumoral evoluează, apar insule cartilaginoase, mai abundente în copilărie și în zonele metafizare.

### Diagnostic microscopic (histopatologic)
DF este formată din țesut histiofibroblastic compact în care sunt implantate mici trabecule osoase care nu mai conțin osteoblaste.
În general, histiofibroblastii sunt rotunzi, numeroși, cu mitoze rare, înconjurați de o rețea de fibre colagene delicate. Odată cu evoluția, pot apărea celule gigante multinucleate, în special în zonele bine vascularizate (așa cum sunt coastele și în general oasele spongioase).
În anumite arii țesutul tumoral este lipsit de trabecule osoase și este destul de asemănător cu fibromul histiocitar. Alte ori are aspect mixoid.
Trabeculele osoase și osteoide sunt în general mici și sărace. Niciodată nu au osteoblaste.
Țesutul tumoral al DF conține puține vase de sânge, de cele mai multe ori mici. Cu timpul, tumora este penetrată de un fel de pedicul vascular. Rareori sunt întâlnite arii cu capilare dilatate și acumulări hemoragice de tip chistic.
Aspectul histologic, uneori și cel macroscopic, tind să se schimbe cu vârsta, astfel încât activitatea proliferativă se diminuează la adult, în schimb se accentuează țesutul displazic. Și trabeculele osoase tind să se maturizeze. Uneori leziunile se transformă osos și fibros.

## Diagnostic diferențial
Cel puțin la început și în formele circumscrise și monostice DF poate semăna cu orice:
1. chistul osos: este o leziune radio-transparenta, localizată cu precădere în humerurusul proximal, în diafiza humerală, în femurul proximal, în aripa iliacă. Este o cavitate cu conținut lichidian. Histologic poate fi identificat țesut edematos sau mixoid cu spații chistice și câteva trabecule osoase sărace. În acest caz este greu de stabilit dacă este o DF chistică sau un chist osos vechi, parțial ocupat de țesut osteofibros de reparație.
2. condromul: este caracterizat Rx printr-o arie osteolitică ce conține zone radioopace mici și histologic - prin prezența unui țesut cartilaginos care poate fi întâlnit și în DF. În DF, radioopacitatile sunt mai difuze și mai decolorate decât în condrom. Aspectul histologic al țesutului cartilaginos din DF este diferit de cel din condrom. În DF, insulele de cartilaj conțin și țesut fibro-osos tipic.
3. osteoblastomul: se caracterizează radiologic printr-o zonă osteolitica bine delimitată dar cu radioopacitate pala în interior. Histologic, este format dintr-un țesut de conexiune foarte bogat în celule, fără stroma fibroasă, cu os nou format sub forma de trabecule, mai imatur și aproape întotdeauna înconjurat de osteoblasti.
4. Fibromul histiocitar: este asemănător histologic cu DF. Radiologic însă există diferențe.

## Evoluție
DF apare din copilărie și evoluează într-un mod imprevizibil.
Extinderea DF în osul sau oasele afectate și deformarea osoasa tind să se agraveze în timpul creșterii. Zonele displazice se extind rareori după pubertate. Apariția de noi focare de DF după perioada de creștere este rară. Progresia leziunilor displazice în general încetează spre vârsta adultă.
DF poate crește cu timpul și la vârsta adultă, în special în oasele spongioase (coaste, centura pelvina, zonele metafizare), nu prin proliferarea tumorii, ci prin transformări chistice și hemoragii tumorale.
În timpul sarcinii, DF crește probabil prin hemoragie-hiperemie.

## Transformarea sarcomatoasă
Apariția unui sarcom în aria unei DF este rară: aproximativ 1% din cazuri. Transformarea sarcomatoasă este întâlnită atât în DF monostice cât și în cele poliostice și aproape întotdeauna la vârsta adultă, după mulți ani de DF aparent stabilizată și liniștită.
Sarcoamele cel mai frecvent întâlnite sunt osteosarcomul, urmat de fibrosarcom și condrosarcom.

## Prognostic
Poate fi apreciat cu acuratețe mai mare doar după vârsta de 10-12 ani, pentru că evoluția DF este imprevizibilă în timpul copilăriei.
La adult leziunile nu mai progresează, ba chiar tind să se reducă puțin.
În tumorile circumscrise, prognosticul este excelent, cu excepția riscului de transformare sarcomatoasă, care este totuși rară.
Multe DF extinse ajung la vârsta adultă înconjurate de un cortex solid și cu deformări puține și reduse, sporadic cu durere și un oarecare risc de fractură. DF foarte extinse și difuze pot produce deformări severe și scurtarea asimetrică a membrelor, cu fracturi repetate și disfuncționalități mari.

## Tratament
Este preponderent chirurgical. În anumite cazuri s-au observat rezultate și prin administrarea de inhibitori de resorbție osoasă (ex: Acidum Pamidronicum)
Radioterapia este contraindicată pentru ca nu este eficientă și pentru riscul transformării sarcomatoase.
Indicațiile pentru tratamentul chirurgical depind de 4 factori:
1. simptome: DF nu are indicație operatorie în lipsa simptomelor, daca nu există risc de fractură. Apariția unei fracturi nu constituie o problemă pentru că fracturile se consolidează ușor.
2. vârsta: există o corelație strânsă între vârsta pacientului și rezultatul chiuretării și grefării osoase:
  1. La copil: chirurgia nu este indicată dacă nu apar leziuni noi, sau dacă nu se extind cele vechi. Grefele osoase plasate intracavitar se resorb destul de mult.
  2. La adolescent: probabilitatea de succes sau de eșec este aproximativ aceeași.
  3. La adult: succesul este aproape constant.
3. întinderea DF: probabilitatea recurenței nu depinde de extinderea tumorii. Când DF este foarte întinsă, în aproape întregul os, excizia țesutului patologic și înlocuirea lui cu grefe osoase devin dificile tehnic, cu rezultate modeste.

### Tehnici
- Chiuretarea tumorii + grefarea osoasă a cavității rămase sunt indicate în DF circumscrise și simptomatice. La copil: tratamentul chirurgical va fi limitat la osteotomiile corectoare ale deformărilor osoase + fixare internă.
- În DF întinse, indiferent de vârsta pacientului, tratamentul va fi același: osteotomii corectoare de deformări.
- Rareori, poate fi indicată rezecția osoasă (inclusiv tumora), în special în localizările costale.

În concluzie, cele mai multe cazuri de DF nu au indicație operatorie, nici chiar bioptică, cu excepția osteotomiilor corectoare. Osteotomiile trebuie făcute devreme, înainte ca deformarea să devină severă, în special în cazul femurului. Frecvent sunt necesare mai multe osteotomii corectoare, asociate cu osteosinteza solidă.